# Nemeskeresztúr
Nemeskeresztúr là một thị trấn thuộc hạt Vas, Hungary. Thị trấn này có diện tích 12,17 km², dân số năm 2010 là 262 người, mật độ 22 người/km².